# نادي الصريح
نادي الصريح هو نادي رياضي أردني مقره بلدة الصريح في محافظة إربد. تأسس عام 1973 وصعد لأول مرة لدرجة المحترفين في الدوري الأردني عام 2011 وما زال في هذه الدرجة حتى الآن.

## آخر إنجازاته
وقد صعد النادي مؤخرا في 31-12-2011 إلى مصاف أندية الدرجة الممتازة ليلعب ولأول مرة في تاريخه في دوري المحترفين الأردني.

## التشكيلة الحالية
ملاحظة: تشير الأعلام إلى المنتخب بحسب قواعد الأهلية المعتمدة من قبل الفيفا؛ تنطبق بعض الاستثناءات المحدودة. وقد يحمل اللاعبون أكثر من جنسية لا تعترف بها الفيفا.
| الرقم | البلد  | المركز | اللاعب                     |
| ----- | ------ | ------ | -------------------------- |
| 1     | الأردن | حارس   | خالد عثامنة                |
| 2     | سوريا  | مدافع  | محمود نزار                 |
| 3     | الأردن | مدافع  | عبد الغفار عثامنة          |
| 5     | الأردن | مدافع  | حاتم الساري                |
| 6     | الأردن | وسط    | سليمان العزام              |
| 7     | الأردن | وسط    | عبد الرؤوف الروابدة (لاعب) |
| 8     | الأردن | وسط    | معاذ محمود                 |
| 9     | الأردن | مهاجم  | أيمن أبو فارس              |
| 10    | الأردن | وسط    | رضوان شطناوي               |
| 12    | الأردن | وسط    | فهد جاسر                   |
| 14    | سوريا  | وسط    | أيمن خالد                  |
| 15    | الأردن | مدافع  | وليد زياد                  |
| 17    | الأردن | مدافع  | عبد الله الشياب            |
| 18    | الأردن | مدافع  | أنس شبيلات                 |
| 20    | الأردن | مهاجم  | مراد ذيابات                |

| الرقم | البلد   | المركز | اللاعب          |
| ----- | ------- | ------ | --------------- |
| 22    | الأردن  | حارس   | أحمد الشياب     |
| 23    | الأردن  | وسط    | صدام شهابات     |
| 24    | الأردن  | وسط    | علاء القيسي     |
| 25    | نيجيريا | مهاجم  | صامويل إيمانويل |
| 44    | الأردن  | حارس   | أحمد شطناوي     |
|       | الأردن  | مهاجم  | أحمد شهابات     |
|       | الأردن  | وسط    | عمر عثامنة      |
|       | الأردن  | مدافع  | أشرف الشياب     |
|       | الأردن  | مدافع  | هاني رزق        |
|       | الأردن  | مهاجم  | موسى عجلوني     |

## الطاقم الفني للنادي
- المدير الفني : عبدالله عمارين .
- مساعد المدرب : أيمن عيادات .
- مدرب الحراس : يوسف خاطر .
- طبيب الفريق : يحيى برقاوي .